# Naked Aggression
Naked Aggression is een Amerikaanse anarcho-punkband die in 1990 in Madison (Wisconsin) werd opgericht toen gitarist Phil Suchomel en zanger Kirsten Patches, die toentertijd beiden klassieke muziek studeerden, besloten om naar Californië te verhuizen en daar een eigen band te vormen.
Hier voegt Joe Garcia zich bij de band als bassist en Aaron Austin gaat de drums bespelen. Ze kwamen terecht in de punkscene van de East Bay in San Francisco en Los Angeles (waar ze vandaag de dag nog zijn gevestigd) en gingen vervolgens op tournee in de rest van de Verenigde Staten en daarbuiten.
Veel van de optredens worden gespeeld om donaties te werven voor verschillende doelen, wat de betrokkenheid van de band bevestigt in het sociale en politieke aspect dat al in de teksten voorkomt. De teksten van de band gaan vaak over extreemlinkse onderwerpen, zoals anarchisme, pro-choice en feminisme.

## Leden
| Huidige leden - Kirsten Patches - zang - Aaron Austin - drums - Craig Cano - gitaar - Meghan Mattox - basgitaar | Voormalige leden - Phillip Suchomel - gitaar (†) - JT Runyon - drums |

## Discografie
- Right Now
- They Can't Get Me Down E.P. (1991)
- Keep Your Eyes Open E.P. (1992)
- Aus Rotten split 7" (1992)
- Bitter Youth (1993)
- Plastic World E.P. (1994)
- March March Along (1994)
- Naked Aggression E.P. (Campary Records, 1995)
- March March Alive (live, 1996)
- The Gut Wringing Machine (Cargo Records, 1998)
- Naked Regression (2000)
- The Gut Wringing Machine (Rodent Popsicle Records, 2003)
- Heard It All Before (2004)
- Naked Aggression/Social Conflict Split 7" (2007)
- Naked Aggression/All Or Nothing HC "Bring Me The Head Of..." (2011)